# Черен чай
Черният чай е един от видовете чай, добиван от листата на чаеното дърво (Camellia sinensis). Приготвяната от него напитка се нарича също черен чай. За разлика от зеления чай, както и други видове от чаеното дърво, като бял чай, жълт чай и улонг, черният чай се добива като чаените листа са подложени на допълнителна ферментация.

## Технология на производство
След събирането на реколтата листата се поставят в плетени кошове или сушилни корита, където се изсушават. Следва намачкването им. В миналото тази процедура е извършвана на ръка с търкане на листата между дланите. Стриването им се извършва механизирано с помощта на въртящи се в противоположни посоки дискове. При този процес се освобождават етеричните масла. След това във влажна и топла среда се извършва ферментация на листата, при което се засилва действието на етеричните масла и се получава типичният аромат на черния чай. Това не е същинска (микробиална) ферментация, а една ензимна оксидация, катализирана от съдържащия се в листата ензим полифенол оксидаза. Процесът на ферментацията (оксидацията) се извършва при температурата около 30 °C и влажност на въздуха 100% за период от около 45 минути до 3 часа. В противен случай или се прекъсва ферментацията или чаят добива вкус на прегоряло. Накрая на процеса се сортират чаените листа по размери. Цялата продължителност на процеса продължава в зависимост от вида му от 10 часа до едно денонощие.
Освен тази технология на производство, наречена „ортодоксална“, голяма част от производството на черен чай се извършва с използването на „СТС“ процес или „мачкане, късане, навиване“. След процеса на навиване на чаените листа, се преминава през допълнителната машинна обработка „СТС“. Тя представлява няколко стъпки на обработка с въртящи се в противоположни посоки ротори, които режат и късат листата на фини частици. Обикновено няколко машини „СТС“ са последователно свързани в производствената линия. По този начин се произвежда гранулиран чай и чай за пакетчета.

## Райони на добиване, сортове и консумация

### Китай
В Китай се добива основно зелен чай, но има и области, в които са се специализрали основно в производството на черен чай. Някои видове чай се изсушават на открит огън и получават аромат на пушек.

### Индия
Индия е един от най значимите региони на производство на черен чай. Съществува голямо разнообразие от чай в зависимост от областта и сорта. В Индия се сервира така наречения чай масала, представляващ силен чай, заедно с различни билки, захар и мляко. Съгласно широко разпространеното мнение, за да останеш здрав, трябва да пиеш поне една чаша от този чай дневно.

### Шри Ланка
В Шри Ланка, чийто чай се продава под името „Цейлонски чай“, той се отглежда на надморска височина от 1500 до 2200 м. Чаят има силен аромат.

### Бангладеш
В Бангладеш чаените плантации се намират на малка надморска височина, при горещ климат и имат ниско до средно качество. Консумира се основно в страната.

### Тайван
В Тайван се произвежда основно чай улонг и се продават под наименованието „Formosa“.

### Южна Азия
В много от страните от региона се произвеждат черен чай, който се продава основно под формата на смеси в торбички без указване на произход.

### Турция
Турция е един от големите производители на чай и в същото време един от големите потребители. Около половината от производството се използва за потребление в страната. Съдът, в който се приготвя напитката, представлява два чайника, поставени един върху друг. В долния чайник, който е по-голям се сварява водата. В горния чайник се прави запарка, която е силна и се разрежда с гореща вода. Напитката се поднася в малки стъклени чаши с формата на лале и тъй като са прозрачни по цвета се преценява, колко е силен чаят.

### Грузия
В Грузия чай се произвежда от средата на 19 век. Там са създадени собствени хибриди и в края на 19 век чаят започва да се изнася в големи количества в Русия и Европа. Чаят, произвеждан в Грузия е за използване в самовар. През 80-те години на 20 век, Грузия става петият по обем производител в света, но след рухването на Съветския съюз, голяма част от плантациите са ликвидирани.

### Русия
В Русия чай се произвежда в малки количества в Сочи, но има традиции с пиенето на чай. Използва се обикновено самовар, в който в два съда се приготвя гореща вода и запарка. Използват се различни видове порцеланови и стъклени чаши.

## Въздействие върху здравето
Черният чай съдържа около два пъти по-малко кофеин от кафето, като количеството му зависи и от времето за престой на листата на чая в горещата вода. На него се дължи ободряващото действие върху човека, като поради наличието на танини при чая, има разлика в начина му на действие спрямо кафето.
Доказано е, че подобрява мозъчната активност като ободрява и подобрява концентрацията при умствена дейност, даже и след продължително недоспиване. Ефектът се появява вследствие на кофеина, съдържан в черния чай, Същото действие имат и кафето и колата.
Счита се, при по-малко научни доказателства, че има положителен ефект при хората с ниско кръвно налягане. Някои изследователи считат, че при хората употребяващи черен чай, има по-малък риск от инфаркт на миокарда, както и хората, които са получили такъв имат по-големи шансове за несмъртоносен изход при инфаркт след продължителна употреба (минимум година). Счита се освен това, че употребата му намалява риска при възрастните хора от счупване на кости вследствие на остеопороза. По-малък е рискът от заболяване от рак на яйчниците при жените. Някои учени считат, че употребата на напитки, съдържащи кофеин като кафе и чай намалява риска от заболяване от паркинсонова болест. Това е по-съществено при мъжете и при пушачите.
Научните изследвания показват, че добавянето на мед усилва антиоксидантното въздействие на черния чай с лимон.